# Eubúlidés z Milétu
Eubúlidés z Milétu (řec. Εὑβουλίδης; 4. století př. n. l.) byl starořecký filozof, stoupenec megarské filozofické školy. Je mu tradičně připisována formulace sedmi proslulých logických paradoxů.

## Život
O jeho životě není takřka nic známo. Pocházel z Milétu, což byla řecká kolonie na pobřeží nynějšího Turecka. Žil ve 4. století př. n. l. Byl patrně žákem Eukleida z Megary a dle starověké tradice patřil k předním členům megarské filozofické školy. Jeho žáky byli Eufantos z Olynthu, Apollónios Kronos a k jeho posluchačům prý patřil i slavný řečník Démosthenés. Za Eubúlidova následovníka bývá považován Alexinos z Élidy, jenž byl pro svou zálibu ve sporech zván Elenxinos (usvědčovatel).

## Spisy a učení
Eubúlidés patrně náležel k oněm megarikům, u nichž převládaly logické zájmy. Napsal polemický spis proti Aristotelovi, který se týkal zásadních logických otázek; mimo jiné v něm kritizoval pravidla konverze, která formuloval Aristotelés v 2. kapitole 1. knihy spisu První analytiky (25a1–26). Zmiňován je i jeho spis o Diogenovi ze Sinópy. Někdy bývá uváděn též jako autor dramatu Hodovníci (řec. Κωμασται; Kómastai), ale byl spíše postavou v této komedii vystupující.
Nejvíce proslul jako původce sedmi proslulých logických paradoxů: Lhář, Skrytý, Élektra, Zahalený, Hromada, Holohlavý a Rohatý. Není však jisté, že je zformuloval všechny, některé jsou připisovány i jiným autorům. Eubulidovy spisy se nedochovaly a tyto paradoxy známe jen z děl jiných starověkých myslitelů.

## Logické paradoxy

### Lhář
Lhář (řec. ψευδόμενος; Pseudómenos; lat. Mentiens): Když lžu a říkám, že lžu, lžu, nebo mluvím pravdu?
Jestliže někdo dozná, že lže, lže v tomto případě či nelže? Řekneme-li, že lhář říká pravdu, odporuje to obsahu toho co říká – vždyť lhář přece doznává, že lže. Řekneme-li, že lže, opět to neodpovídá skutečnosti, lze proti tomu namítnout, že jeho přiznání je přece pravdivé. Tedy lže a v jiném smyslu opět nelže.
Někdy se o paradoxu Lhář mluví jako o Epimenidově paradoxu podle novozákonního dopisu sv. Pavla Titovi (List Titovi, I, 12–13.), kde Kréťan prohlašuje, že všichni Kréťané jsou lháři. Tento výrok je připsán mudrci Epimenidovi z 6. století př. n. l., který ho však jako paradox nemyslel. Formulace Lháře jako paradoxu patří až Eubúlidovi.
Ve starověku se tímto paradoxem zabýval Aristotelés v 25. kapitole spisu O sofistických důkazech. Obšírně o něm pojednával i stoik Chrýsippos v několika spisech: O uvedení do Lháře (1 kniha), O Lháři (6 knih), Proti těm, kteří soudí, že Lhář je i nepravdivý i pravdivý (1 kniha), O řešení Lháře (3 knihy), Proti těm, kdo tvrdí, že má Lhář nesprávné návěstí (1 kniha); tyto Chrýsippovy spisy se však nedochovaly.
Problematika paradoxu Lhář je diskutována i v moderní logice (Bertrand Russell a další).

### Paradoxy identity (Skrytý,Élektra,Zahalený)
- Skrytý (řec. διαλανθάνων; Dialanthanón; lat. Occultus): Táži se někoho: „Znáš svého otce?" Odpovídá „ano". Táži se dále: „A ukážu-li ti teď někoho, kdo je skryt za oponou, znáš ho?" „Ne. – „Ale onen muž, schovaný za oponou, je tvůj otec. Tedy svého otce neznáš."[14]
- Élektra (řec. Ἠλέκτρα; Élektra; lat. Electra) – tento paradox má za podklad báji o Élektře a Orestovi. Lúkianos ho zaznamenal takto: „O té známé Élektře, dceři Agamemnónově, která totéž ví a neví; neboť když vedle ní stojí Orestés, kterého ještě nezná, ví sice, že Orestés je její bratr, neví však, že muž vedle ní je Orestés."[15]
- Zahalený (řec. ἐγκεκαλυμμένος; Enkekalymmenos; lat. Velatus): Znáš toho, kdo se blíží a je zahalený? – Ne. – (Pak odhalují závoj.) Tak co? Znáš toho člověka? – Znám. – Tedy téhož člověka znáš i neznáš.[16] [pozn. 1]

Obsah všech těchto paradoxů je obdobný, často se liší jen použitými výrazy (zahalený, skrytý za oponou). Megarikové se jimi patrně snažili znevěrohodnit naivní smyslový názor, nalézt v něm rozpory a protiklady. Kromě Eubúlida byl ve starověku označován za autora paradoxu Skrytý i Diodóros Kronos, který také patřil mezi stoupence megarské školy. Stoik Chrýsippos napsal spisy O zahaleném (2 knihy) a O skrytém (1 kniha) (nedochovaly se). Hegel považoval paradoxy identity za zajímavé a hodné bližšího zkoumání.

### Paradoxy o kvantitě a kvalitě (Hromada,Holohlavý)
- Paradox Hromada (řec. σωρειτης; Sorites; lat. Acervus) má mnoho variant.[19] Originální znění popisuje starověký lékař Galén, který se zabýval také logikou: Myslíš si, že jediné zrnko písku je hromada? Není. Co řekneš o dvou zrnkách? Pokud nepřipustíš, že dvě zrnka jsou hromada, budu pokračovat v zadávání otázek ohledně zrn tří, čtyř, pěti, šesti, sedmi, osmi atd. Jestliže neřekneš s ohledem na jakékoli číslo, jako například o sto zrnech pšenice, že tvoří hromadu, ale poté, co se k němu přidá jedno zrno, řekneš, že nyní byla vytvořena hromada, následně se toto množství stává hromadou tím, že se k němu přidalo jedno zrno pšenice, a pokud bychom jedno zrno odebrali, hromada zanikne. Neznám nic horšího a více absurdního než to, že bytí a nebytí hromady je determinováno jedním zrnem obilí.[20]
- Paradox Holohlavý (řec. φαλακρός; Falakros; lat. Calvus) se příliš neliší od paradoxu Hromada, problém je však postaven obráceně – jednotku nepřidáváme, ale ubíráme: Ubereme-li jeden vlas, vzniká tak holohlavost? Ne. A ubereme-li další? Také ne. Pokračujeme dál, a když konečně uznáme, že odebráním určitého vlasu již holohlavost vznikla, pak vlastně doznáváme, že vlas, který jsme naposled ubrali, způsobil holohlavost.[21]

V antice byly probírány četné varianty uvedených paradoxů. Hegel je oceňoval jako doklad přeměny kvantitativních změn ve změnu kvality. Problematika těchto tzv. sorites paradoxů je stále předmětem zájmu filozofů a logiků. 

### Rohatý
Rohatý (řec. κερατίνης; Keratines; lat. Ceratinus, Cornutus): Neztratil-li jsi něco, máš to; rohy jsi neztratil, máš tedy rohy.
Tento paradox, jenž je založen na nepravdivé presupozici, že oslovený člověk měl kdysi rohy, se často cituje a je jedním z prototypů sofistické argumentace. Eubúlidovo autorství není zcela jisté, ve starověku byl jako autor Rohatého označován i megarik Diodóros Kronos.